# Panaxia domina
Panaxia domina là một loài bướm đêm thuộc phân họ Arctiinae, họ Erebidae.